# Nijverdal vasútállomás
Nijverdal vasútállomás vasútállomás Hollandiában, Hellendoorn városában.

## Vasútvonalak
Az állomást az alábbi vasútvonalak érintik:
- Zwolle–Almelo-vasútvonal

## Kapcsolódó állomások
A vasútállomáshoz az alábbi állomások vannak a legközelebb:
- Raalte vasútállomás
- Wierden vasútállomás